# Maria Kunz
Maria Kunz (* 3. Februar 1899 in Sissach, Kanton Basel-Landschaft, heimatberechtigt in Hergiswil; † 5. Juni 1985 in Queenstown, Südafrika) war eine Schweizer Ärztin und Entwicklungshelferin.

## Leben und Werk
Maria Kunz war eine Tochter des Warenhausbesitzers Niklaus Kunz und der Mina Emma, geborene Meier. Ihre Kindheit verbrachte sie in einem katholischen Internat in Zug.
Kunz liess sich nach anfänglichem Widerstand der Eltern am Lehrerseminar des Klosters Menzingen zur Primar- und Sekundarlehrerin ausbilden und bestand 1926 am Mädchengymnasium von Freiburg im Üechtland die Matura. Ab 1930 studierte sie Medizin an der Universität Freiburg und an der Universität Basel und schloss das Studium 1932 ab. 1934 erwarb sie das britische Arztdiplom an der Universität Dublin und belegte tropenärztliche Kurse in London und Würzburg. Später war sie als chirurgische Assistentin in Zürich tätig.
Ab 1936 war Maria Kunz für den Schweizerischen Katholischen Verein für Missionsärztliche Fürsorge ausschliesslich als «Ärztin für die Schwarzen» im Mac-Kay’s-Nek-Hospital im östlichen Teil der Kapprovinz der Südafrikanischen Union tätig. Später gründete sie als Regierungsärztin und Chefärztin mithilfe einer deutschen Missionarsgesellschaft 1941 im Glen-Grey-Distrikt das Glen Grey Mission Hospital in Lady Frere bei Queenstown, wo sie bis 1980 wirkte. Zusätzlich betreute sie bis 1976 rund 100'000 Menschen in den ländlichen Regionen des damaligen Homelands Transkei, das 1994 in die Provinz Ostkap eingegliedert wurde. So behandelte sie auf Rundfahrten durch das Land bis zu 400 Menschen am Tag.
Während ihrer Ferienaufenthalte in der Schweiz sammelte sie Geld für weitere soziale Einrichtungen. Von den Einheimischen wurde Maria Kunz Nokunzi genannt. Diesen Namen trägt auch eine von ihr gegründete Einrichtung, die Nokunzi-Schule. Zudem gibt es über Maria Kunz ein Lied in der Sprache isiXhosa.
1956 wurde ihr der Orden «Pro Pontfice» und 1975 der höchste Orden des Vatikans, das Laterankreuz, verliehen. 2017 fand die Ausstellung «Nokunzi» in Sissach statt. 2021 wird in Sissach im ehemaligen Warenhaus Chessmeyer ein Theaterstück des Regisseurs Kaspar Geiger über das Leben und Wirken von Maria Kunz aufgeführt. Im Staatsarchiv Baselland in Liestal ist eine Dokumentation zu Maria Kunz öffentlich zugänglich.